# Spy Game
Spy Game är en amerikansk-fransk-tysk-japansk thrillerfilm från 2001 i regi av Tony Scott. Huvudrollerna innehas av Robert Redford och Brad Pitt.

## Skådespelare
- Robert Redford som Nathan Muir
- Brad Pitt som Tom Bishop
- Catherine McCormack som Elizabeth Hadley
- Stephen Dillane som Charles Harker
- Larry Bryggman som Troy Folger
- Marianne Jean-Baptiste som Gladys Jennip
- Ken Leung som Li
- David Hemmings som Harry Duncan
- Michael Paul Chan som Vincent Vy Ngo
- Garrick Hagon som Cy Wilson, CIA Director
- Shane Rimmer som Estate Agent
- Benedict Wong som Tran
- Adrian Pang som Jiang
- Omid Djalili som Doumet
- Dale Dye som Commander Wiley, USN SEAL
- Charlotte Rampling som Anna Cathcart
- James Aubrey som Mitch Alford
- Colin Stinton som Henry Pollard